# Parafia Matki Bożej Królowej Polski i św. Maksymiliana Kolbego w Łążku
Parafia Matki Bożej Królowej Polski i świętego Maksymiliana Kolbego w Łążku – parafia rzymskokatolicka, znajdująca się w diecezji pelplińskiej, w dekanacie Jeżewo.